# Volldampf
Volldampf is een stalen shuttle-achtbaan in het Duitse Erlebnispark Tripsdrill. De achtbaan is gebouwd door Vekoma en is gethematiseerd naar het Duitse volkslied "Schäbischen Eisenbahn".

## Geschiedenis
In 2019 kondigde Tripsdrill de komst van twee nieuwe achtbanen aan, Volldampf en Hals-über-Kopf. Beide achtbanen werden geleverd door de Nederlandse attractiefabrikant Vekoma. In 2020 openden de nieuwe achtbanen in het park. Een gedeelte van de rit van de achtbaan Volldampf gaat door het stationsgebouw van Hals-über-Kopf heen.